# تريز دميان
تريز دميان ممثلة مصرية وُلدت في 11 ديسمبر (كانون الأول) 1941، وتوفيت في 23 مايو (أيار) 2005.

## حياتها
ولدت تريز دميان في 11 ديسمبر (كانون الأول) عام 1941، وتخرجت من المعهد العالي للفنون المسرحية عام 1962 لكي تبدأ مسيرتها المهنية والفنية في نفس العام بالانضمام إلى فرقة المسرح العالمي التابعة لفرقة التليفزيون المصري المسرحية، وشاركت مع الفرقة في تقديم العديد من العروض المسرحية. وبعد أن انحلال فرقة المسرح العالمي، انضمت تريز إلى فرقة مسرح الجيب عام 1967، ثم انضمت إلى فرقة المسرح القومي عام 1968 وقدمت معها العديد من المسرحيات، وتزوجت من أشرف نعيم الذي كان عضوا بفرقة المسرح القومي. شاركت تريز دميان كذلك بالتمثيل في عدد من الأفلام السينمائيّة والمسلسلات والسهرات التليفزيونيّة كان آخرها مسلسل محمود المصري الذي عُرض عام 2005. توفيت تريز دميان في 23 مايو (أيار) عام 2005 بعد صراع مع المرض عن عمر ناهز 64 عاما.

## أعمالها
الأفلام
- فيلم هندي: أنتج عام 2003، ولعبت فيه دور «والدة عاطف».

### المسلسلات
- محمود المصري (مسلسل): أنتج عام 2004، ولعبت فيه دور «بولين».
- وحلقت الطيور نحو الشرق: أنتج عام 2002، ولعبت فيه دور «تسيبورا».
- رياح الشرق: أنتج عام 1998، ولعبت فيه دور «راشيل».
- زيزينيا: أنتج عام 1997، ولعبت فيه دور «تونيا باريزي».

### المسرحيات
- طبيب رغم أنفه: قدمتها مع فرقة المسرح العالمي عام 1964.[1]
- يا مسافر وحدك: عُرضت عام 1998.

## وصلات خارجية
- صفحة الممثلة على قاعدة بيانات الأفلام العربية
- صفحة الممثلة على موقع الدهليز